# Filippoi
Filippoi (řecky Φίλιπποι, Philippi) je sídelní jednotka v Řecku, která se nachází ve východní Makedonii. Je součástí obce Kavala a v roce 2011 zde žilo 11 711 obyvatel. Toto město, v současnosti bez většího významu, se rozkládá na rozsáhlých ruinách antického města Filippoi, které vzniklo při těžbě zlata v pohoří Pangaion. Zdejší starověká archeologická lokalita byla v roce 2016 zapsána na seznam světového kulturního dědictví UNESCO.

## Historie
Své jméno město získalo po Filipu II. Makedonském, který jej na čas ovládl v roce 366 př. n. l. Nejvíce jej však proslavila bitva u Filipp (v roce 42 př. n. l.), v níž Octavianus s Antoniem porazili Caesarovy vrahy Cassia a Bruta. Později bylo město osídleno římskými vojenskými vysloužilci a zcela pořímštěno. Jeho význam ještě umocňovala poloha při „transbalkánské“ silnici Via Egnatia.

## Památky
Pozůstatky antického města jsou impozantní a nacházejí se po obou stranách silnice via Egnatia, která dosud slouží svému účelu. Zbytky fóra jsou obklopeny veřejnými budovami, několika chrámy a řeckým divadlem.
- Starověké řecké divadlo pochází z roku 357 př. n. l. Bylo obnoveno v roce 1957 a každoročně se zde pořádá festival, který je nejvýznamnější kulturní akcí města.
- Osmiboký chrám pochází z doby kolem roku 400 n. l. a je zde i několik pozdějších bazilik. Nejvýznamnější jsou ruiny baziliky B, mohutné stavby vybudované po vzoru chrámu sv. Sofie v Konstantinopoli někdy kolem roku 560 n. l.
- Několik památek připomíná pobyt apoštola Pavla, který zde v roce 51 n. l. založil první křesťanskou komunitu na evropském kontinentu. Zvláštní půvab má novodobý kostelík Agia Lýdia severně od Filippoi, který leží poblíž potoka, kde sv. Pavel křtil první křesťany. Místo je opatřeno malým stavidlem a je stále používané po pravoslavném způsobu.

## Fotogalerie

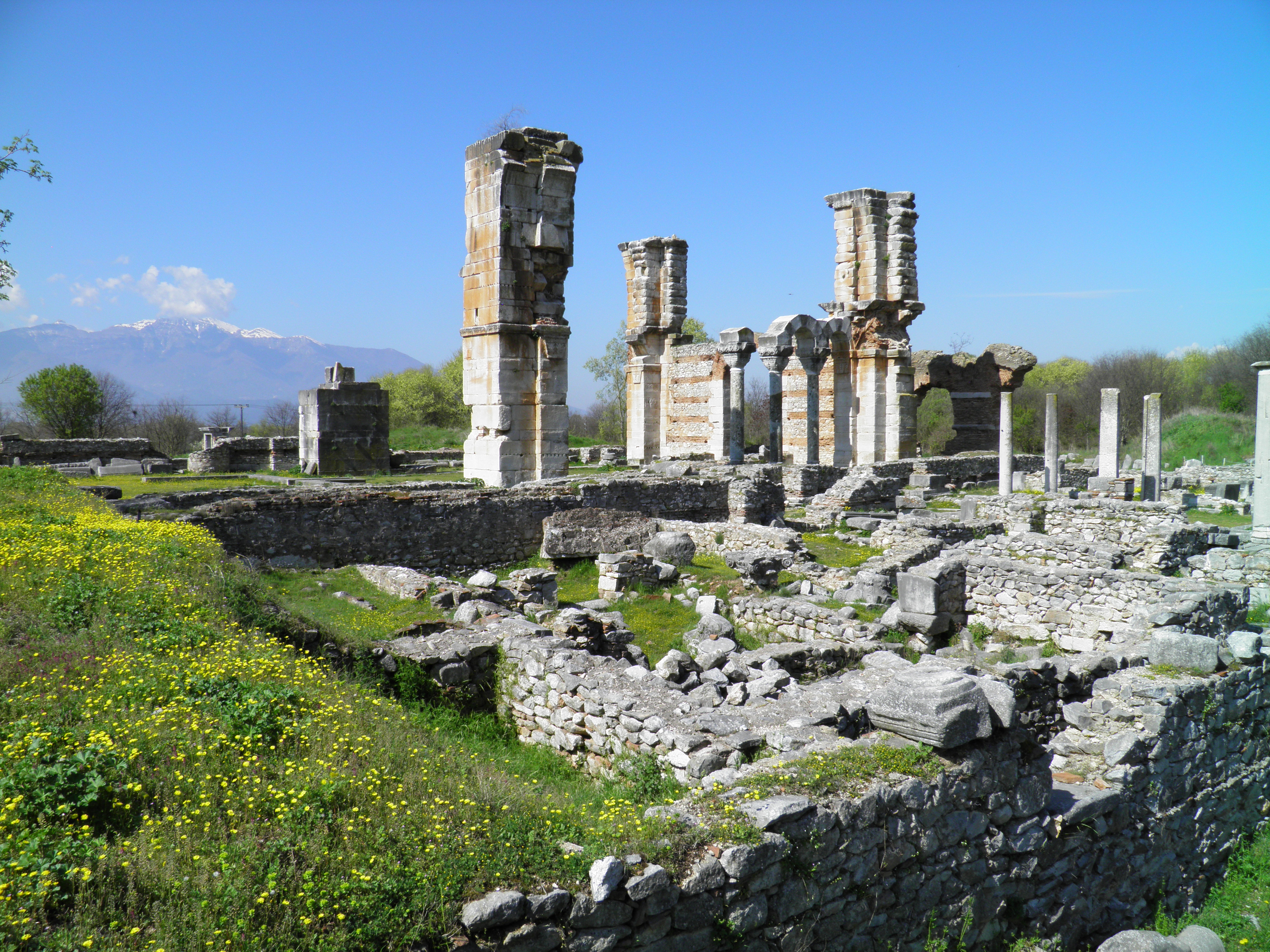
Bazilika B
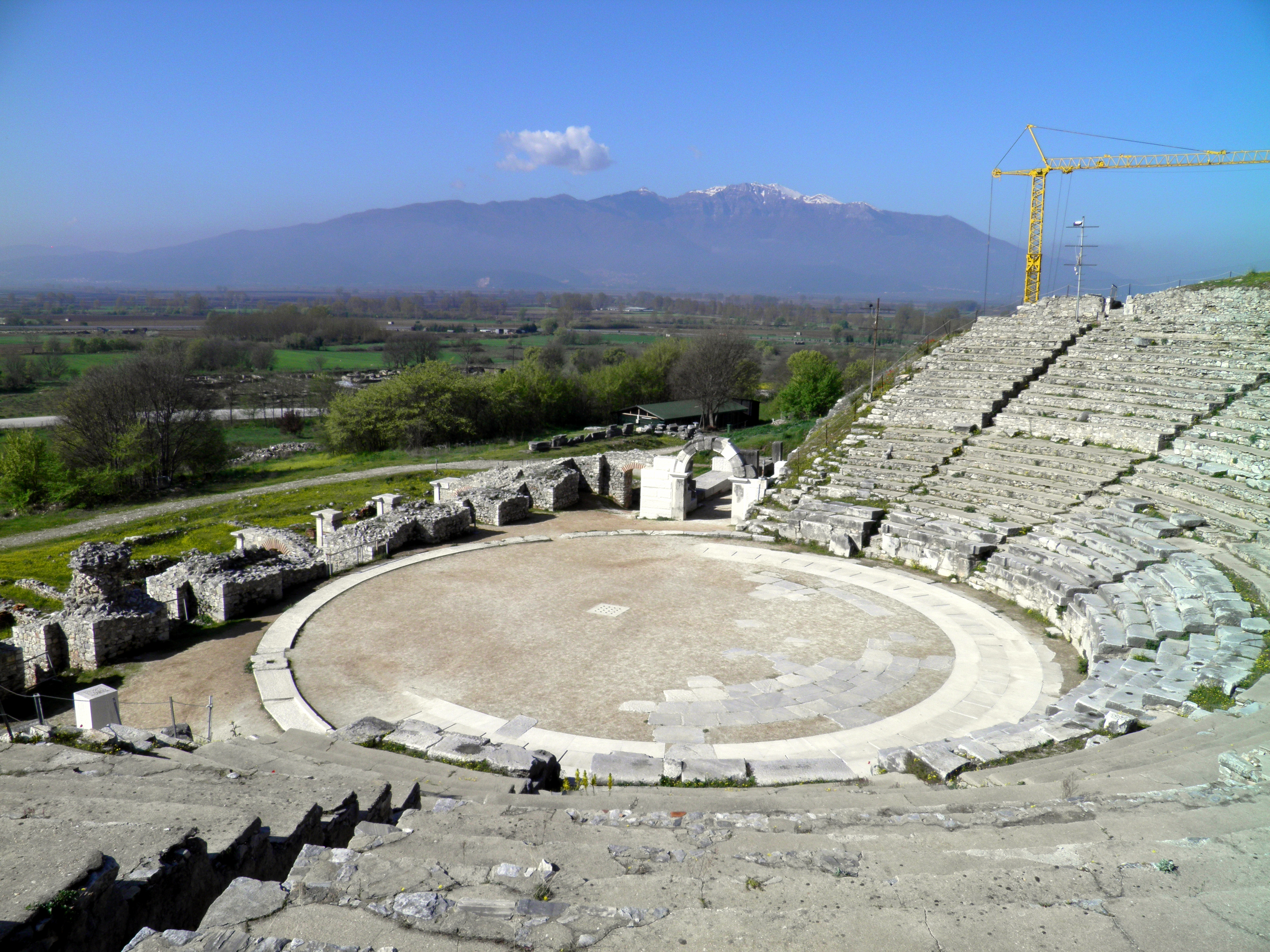
Amfiteátr
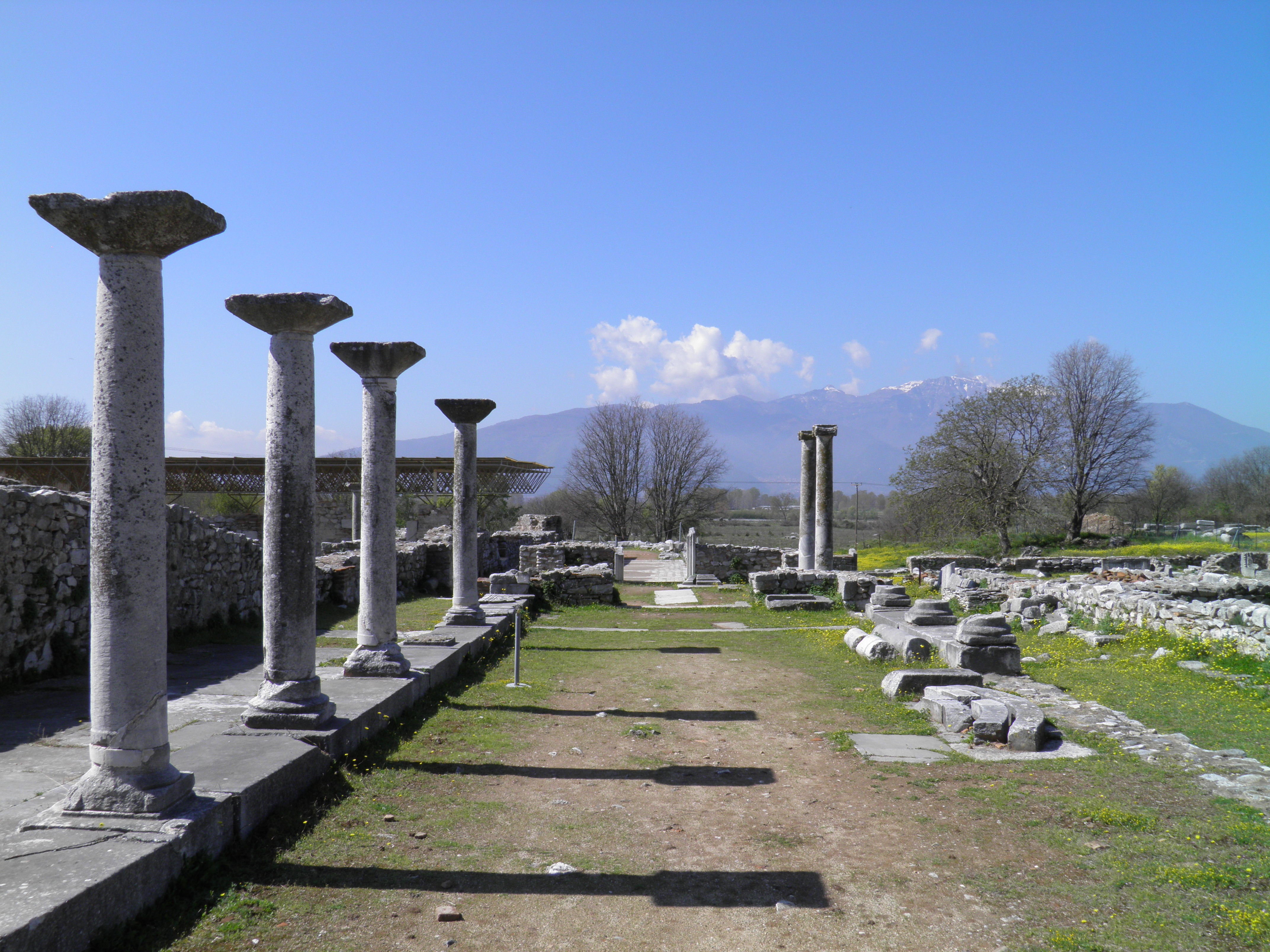
Fórum
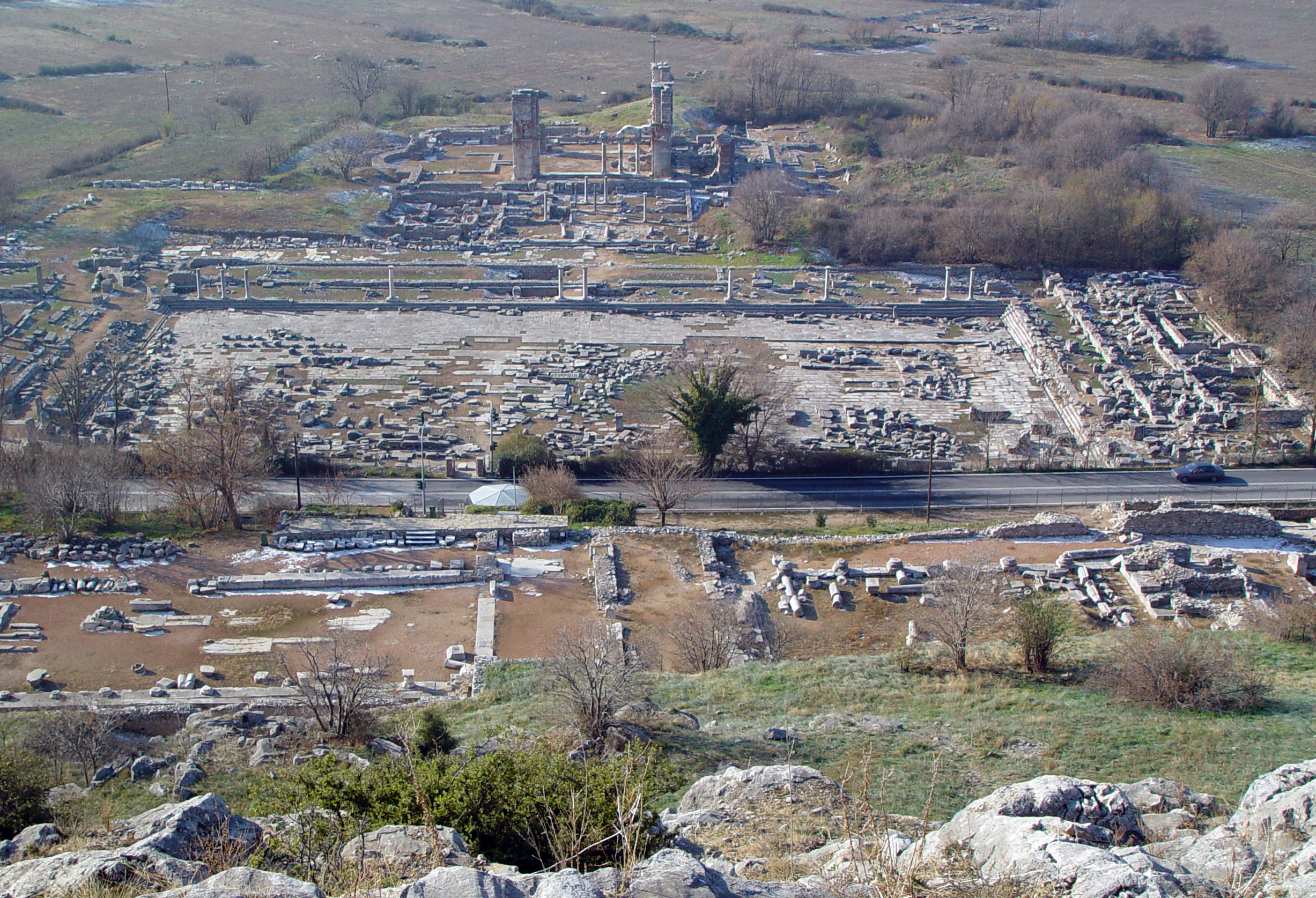
Centrum antického města